# 姚紹祖
姚紹祖（1507年—？），字景芳，直隸德州衛軍籍，浙江蘭谿縣人，明朝政治人物。

## 生平
嘉靖十六年（1537年）丁酉科山東鄉試第三十六名舉人。嘉靖二十九年（1550年）中式庚戌科會試第二百六十三名，三甲第一百六十二名進士。授彰德府推官，迁兵部主事，终员外郎。

## 家族
曾祖姚慷；祖父姚玉，伴讀進階登仕佐郎；父姚寧，母姜氏；繼母王氏、胡氏。嚴侍下。